# تايرون وودلي

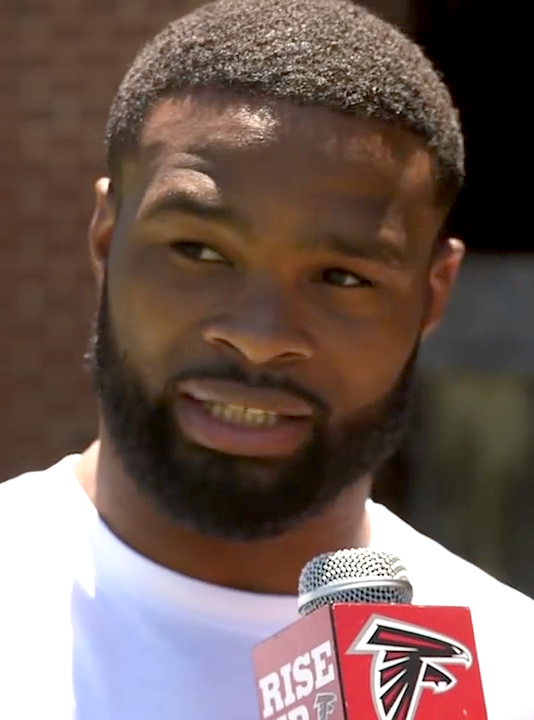

تايرون وودلي (بالإنجليزية: Tyron Woodley) هو لاعب فنون قتالية مختلطة من الولايات المتحدة يتنافس حاليًا في بطولة UFC. اعتبارًا من 9 سبتمبر 2019 أصبح تايرون وودلي الأول في تصنيفات UFC لوزن welterweight

## بداية الاحتراف
خاض وودلي قتاله الاحترافي الأول في 7 فبراير 2009 ضد ستيف شنايدر. أقامته شركة Headhunter Productions في مركز هوليدايإن سيليكت التنفيذي في كولومبيا. فاز وودلي عن طريق الإخضاغ في الجولة الأولى.

## روابط خارجية
- تايرون وودلي على موقع IMDb (الإنجليزية)
- تايرون وودلي على موقع قاعدة بيانات الفيلم (الإنجليزية)
- تايرون وودلي على موقع بوكس ريك (الإنجليزية) (registration required)
- تايرون وودلي على موقع يو إف سي (الإنجليزية)
- تايرون وودلي على موقع شيردوغ (الإنجليزية)
- تايرون وودلي على موقع Tapology.com (الإنجليزية)
- تايرون وودلي على موقع فايت ماتريكس (الإنجليزية)